# ساندي غرين
ساندي غرين (بالإنجليزية: Sandy Green)‏ هي مغنية مؤلفة ومغنية بريطانية، ولدت في 18 يونيو 1987.

## وصلات خارجية
- الموقع الرسمي